# The Examiner (1808—1886)
The Examiner — еженедельная газета, основанная Ли и Джоном Хантами в 1808 году. В течение первых пятидесяти лет это было ведущее интеллектуальное издание, излагавший радикальные принципы, но с 1865 года оно неоднократно переходило из рук в руки и меняло политическую принадлежность, что привело к быстрому сокращению читательской аудитории и потере ориентации.

## Начало
Пока The Examiner находился в руках Джона и Ли Хантов, подзаголовок выглядел как «Воскресная газета о политике, внутренней экономике и театральных постановках», и газета посвящала себя предоставлению независимых отчётов по каждой из этих областей. В издании постоянно публиковались ведущие авторы того времени, включая лорда Байрона, Мэри Шелли, Перси Шелли, Джона Китса и Уильяма Хэзлитта. Братья Хант потерпели неудачу в своем первоначальном стремлении отказа от рекламы ради беспристрастности. В первом выпуске редактор утверждал, что The Examiner будет преследовать «истину как единственную цель». Радикальные реформистские принципы газеты привели к ряду громких судебных преследований в отношении её редакторов. Традицию публикации точных новостей и остроумной критики внутренней и внешней политики продолжил Олбани Фонбланк, возглавивший издание в 1828 году.
До тех пор, пока Фонбланк не продал The Examiner в середине 1860-х годов, газета имела форму шестнадцатистраничного журнала по цене 6 пенсов, предназначенного для хранения и многократного обращения к нему.

## Более поздние времена
Олбани Фонбланк, политический обозреватель журнала с 1826 года, возглавил The Examiner в 1830 году и работал редактором до 1847 года. Он привлёк таких авторов, как Джон Милль, Джон Форстер, Уильям Теккерей и, прежде всего, Чарльз Диккенс. Фонбланк также написал первое уведомление об «Очерках Боза» (28 февраля 1836) и «Записках Пиквикского клуба» (4 сентября 1836). Форстер стал литературным редактором журнала в 1835 году и сменил Фонбланка на посту редактора с 1847 по 1855 год. Самого Форстера сменил Мармион Сэвидж.
Репутация The Examiner была подорвана, когда новый владелец, Уильям МакКаллах Торренс, в 1867 году вдвое снизил гонорары за публикации. И хотя его традиция радикальных интеллектуальных комментариев была возрождена в 1870-х годах под редакцией Уильяма Минто, The Examiner неоднократно продавалась, пока в феврале 1881 года её выпуск вновь не стабилизировался.
Издание закрылось в 1886 году.